# Valkenburg vasútállomás
Valkenburg vasútállomás vasútállomás Valkenburg aan de Geulban, Limburg tartományban, Hollandiában,

## Vasútvonalak
Az állomást az alábbi vasútvonalak érintik:
- Aachen–Maastricht-vasútvonal
- Heuvellandlijn

## Kapcsolódó állomások
A vasútállomáshoz az alábbi állomások vannak a legközelebb:
- Houthem-Sint Gerlach vasútállomás (nyugat)
- Schin op Geul vasútállomás (délkelet)
- Oud Valkenburg railway station (délkelet)